# Eutrichopoda pyrrhogaster
Eutrichopoda pyrrhogaster là một loài ruồi trong họ Tachinidae.